# 日本書道教育学会
公益財団法人日本書道教育学会（にほんしょどうきょういくがっかい）は、書道教育に関する調査研究、展覧会、講習会等の開催事業などを実施している公益法人。1950年に石橋犀水によって創立された。本部所在地は東京都千代田区西神田2-2-3。現在の理事長は石橋桂一(雅号:鯉城)。元文部科学省所管。

## 概要
1950年に設立されて以来、日本の書道教育の充実と発展を目指し、書の真髄を幅広く伝えるため現在に至るまで活動を行っている。本会発行の月刊書道誌不二誌を会誌としている。年に数回公募展もあり、上野や池袋などの美術館で展覧会が行われている。本学会には多数の支部の他、全国6箇所に書学院がある。ここにて本学会は書の理論と実技を学べる場を提供している（具体的な内容に関しては下記参照）。また、日本書道芸術専門学校とのつながりもあり、学校のある川奈付近には本会の不二研修所がある。そのほか、文部科学省認定の通信教育もある。

## 段級認定試験
会誌の不二誌では昇級、昇段試験が行われている。昇級試験は月ごとに、昇段試験は3ヶ月に1回（それ以外の月は作品の提出による競書）行われる。いずれも作品を提出することで級および段の認定を受けることができる。級位および段位は10級～1級、1級からは昇段試験を受けることになり、初段～8段、準会友、会友の順で位が上がって行く。不二誌には小学版、中高版、一般版とあり、それぞれ小学生、中学生および高校生、社会人（大学生含む）が使用するよう区分されており、若年層の子に対して相応の雑誌を提供することで書道に馴染んでもらえるよう配慮されている。ただし、小学版から中高版、中高版から一般版へ移行する時、自身の級位および段位に引継ぎがあるが、その際使用する雑誌のレベルに応じた級位、段位にする必要があるという事で自身の級または段が下がることになる。例えば、小学版から中高版に移るとき、小学版での8段だったならば中高版では3段となる等。ちなみに小学版、中高版では準会友、会友ではなく準誌友、誌友である。なお、昇段試験には受験料がかかる。
不二誌における段位および級位は審査員による公正な審査が行われるため、書道会全体で通用する段級と言える。

## 全国書道(ペン硬筆)検定試験
全国書道検定試験を年2回、5月（前期）、10月（後期）に実施している。不二誌等競書の段級とは別のもので、受験について会員である必要はなく誰でも受験が可能である。本会の師範資格を取得するには、競書誌出品者も本検定試験を別に受験し合格する必要がある。
- 試験科目　※2016年前期試験

|            | 級位              | 助教              | 司教                 | 師範            |
| ---------- | ----------------- | ----------------- | -------------------- | --------------- |
| 自運(半紙) | 漢字楷書4字、かな | 漢字楷書4字、かな | 漢字楷書5字、草書5字 | 漢字行書5字     |
| 臨書(半紙) | 漢字2課題、かな   | 漢字2課題、かな   | 漢字2課題、かな      | 漢字2課題、かな |
| 自運(条幅) | ×                 | 漢字、かな        | 漢字、かな           | 漢字、かな      |
| 書式       | ×                 | 葉書              | 便箋                 | 巻紙            |
| 手本       | ×                 | 1課題             | 2課題                | 2課題           |
| 理論       | ○                 | ○                 | ○                    | ○               |

- 課題数が明記されていない実技課題は、1課題のみ。

- 受験資格／資格認定（師範・司教・助教）：18歳以上　実力認定（級位）：なし
- 試験日／年2回5月と10月。ただし、師範及び司教は5月のみ。
- 受験料：必要
- 試験方法／師範：試験会場（東京のみ）で受験。ただし、一部課題は自宅で清書し持込のうえ提出　他：自宅にて指定された試験期間中に回答及び清書し郵送にて提出（当日消印有効）
- 免許(認定)料：必要
  - 試験に合格した場合で免許(認定)を受けたい場合に交付料として別途必要。
- 不二誌との段級位目安／助教：初段　司教：二段　師範：三段

## 書学院
本学会が運営する書道の学校であり、神田書学院、岩手書学院、新潟書学院、川奈書学院、大阪書学院、九州書学院と全国に6校ある。下は高校生から上は80歳を超える幅広い世代の人が書道の理論や実技を学べる場として提供されている。メインとなるのは「師範コース」で、週に1回2時間の授業を2年間行うことで、書に関するさまざまな知識と楷書、行書、草書など実技の実践力を身につけることができ、師範取得も視野に入れることができる。授業時間も幅広く、朝、昼、夜間と授業があり、仕事帰りなどで忙しい人に対しても手軽に受講できるよう気遣いがなされている。これ以外もいくつかの講座があり、より深い知識と技能を得たい人向けとなっている。

## 沿革
- 1950年1月-設立。
- 1951年12月-第1回書道学会展開催。
- 1957年4月-文部省（現文部科学省）より認可を受ける。
- 1972年1月-書学院を設立。
- 1977年12月-伊豆川奈研修所を設置。
- 1980年1月-第1回公募千字文大会開催。
- 1998年10月-日本書道学会本部ビル竣工。